# Tempestade tropical moderada Ana (2022)
A tempestade tropical moderada Ana foi um ciclone tropical mortal que afetou Madagascar e Moçambique, se desenvolvendo a partir de uma área de convecção que foi designada Invest 93S a nordeste da ilha. Foi a primeira tempestade nomeada da temporada de ciclones do Sudoeste do Oceano Índico 2021-2022

## História de Ana
Às 07:30 UTC de 20 de janeiro, o Joint Typhoon Warning Center relatou a formação de uma área de convecção, que designaram como Invest 93S, aproximadamente 378 milhas náuticas (700 km; 430 mi) das Maurícias, com a agência dando uma baixa chance de potencial ciclogênese nas próximas 24 horas. Ao meio-dia, o MFR observou uma circulação fechada norte-noroeste de Saint-Brandon, com um centro bastante mal definido. A formação da perturbação foi causada pelo aumento do fluxo das monções. À noite, o JTWC atualizou o sistema para uma chance média de potencial ciclogênese, depois de perceber sua obscura circulação de baixo nível (LLC). No início do dia seguinte, às 02:00 UTC, o JTWC emitiu seu Alerta de Formação de Ciclone Tropical (TCFA) para o Invest 93S e também atualizou o sistema novamente para uma alta chance de potencial ciclogênese, pois a agência notou sua consolidação em um sistema bem definido centro de baixo nível. Mais tarde, às 12:00 UTC, o MFR declarou o sistema tropical de baixa pressão como uma zona de clima perturbado, tornando-se o primeiro sistema da temporada. O departamento notou a circulação alongada, um pouco mais compacta do que ontem, mas ainda bastante mal organizada. Doze horas depois, o MFR o atualizou para o status de distúrbio tropical, pois descobriram que o padrão de nuvens do sistema havia melhorado. Além disso, seu centro tornou-se bem definido, mas ainda era mal definido e alongado. A perturbação se consolidou lentamente em uma estrutura convectiva definida, ao mesmo tempo em que desenvolveu faixas de chuva curvas distintas, o que levou o MFR a transformá-lo em uma depressão tropical às 06:00 UTC de 22 de janeiro.
Entre 08:00 UTC e 09:00 UTC, o centro do sistema cruzou entre Toamasina e Île Sainte-Marie como uma depressão tropical, com o MFR reclassificando o sistema como uma depressão terrestre. Por causa do terreno montanhoso de Madagascar, o sistema enfraqueceu um pouco, mas ainda conseguiu preservar sua convecção organizada e seu centro de baixo nível. Às 06:00 UTC do dia seguinte, o MFR reclassificou novamente como uma perturbação tropical depois de entrar no Canal de Moçambique. Seis horas depois, voltou a se intensificar em uma depressão tropical, à medida que gradualmente melhorou sua estrutura convectiva e esfriou suas bandas convectivas. Suas nuvens de baixo nível desenvolveram um padrão curvado distinto perto do centro. Isso ocorreu após a entrada no Canal de Moçambique, onde estavam disponíveis condições ambientais mais condutivas, juntamente com boa convergência do fluxo de monções. Às 15:00 UTC, o JTWC declarou o sistema um ciclone tropical e o designou 07S. O MFR mais tarde a atualizou para uma tempestade tropical moderada e a nomeou Ana, tornando-se a primeira tempestade nomeada da temporada.

## Estragos causados por Ana
A tempestade tropical Ana agravou uma série de inundações que mataram 11 pessoas em 18 de janeiro, e as novas chuvas fortes e inundações mataram mais 48 pessoas em Madagascar. A tempestade tropical Ana também matou 18 pessoas em Moçambique e 29 pessoas no Malawi.
Em Madagascar, 55.000 pessoas perderam suas casas. No Malawi, a maior parte do país perdeu eletricidade e 200.000 tiveram que deixar suas casas. A região em torno de Mulanje no sul do Malawi foi particularmente afetada. 10.000 casas em Moçambique foram destruídas como resultado da tempestade.